# John J. McLaughlin
Pour les articles homonymes, voir John McLaughlin.
John J. McLaughlin est un scénariste américain, occasionnellement acteur et producteur.

## Filmographie

### Cinéma

#### Scénariste
- 1994 : The Last Good Time (en)
- 2005 : Garde rapprochée
- 2010 : Black Swan
- 2012 : Hitchcock
- 2013 : Parker

### Télévision
- 2000 : Gatsby le Magnifique (en)
- 2004 : Les Forces du mal (1 épisode)
- 2005 : Point Pleasant, entre le bien et le mal (créateur de la série et scénariste de l'épisode pilote)
- 2005 : La Caravane de l'étrange (3 épisodes)
- 2005 : It's Me...Gerald (en)
- 2012 : Coma (en)

#### Consultant
- 2005 : La Caravane de l'étrange (7 épisodes)
- 2009 : Ocean Force (en)

#### Producteur
- 1998 : Ice : Tempête de glace aux USA
- 2005 : Point Pleasant, entre le bien et le mal (épisode pilote)
- 2005 : It's Me...Gerald (en)
- 2015 : Joker (Wild Card) de Simon West

#### Acteur
- 2005 : It's Me...Gerald (en) (2 épisodes)

## Distinctions
Récompenses
- Austin Film Critics Association
  - Meilleur scénario original 2010 (Black Swan)

Nominations
- Saturn Award :
  - Saturn Award du meilleur scénario 2011 (Black Swan)
- British Academy Film and Television Arts Awards :
  - British Academy Film Award du meilleur scénario original 2011 (Black Swan)
- Critics' Choice Movie Awards :
  - Critics' Choice Movie Award du meilleur scénario original 2011 (Black Swan)
- Central Ohio Film Critics Association :
  - Meilleur scénario original 2011 (Black Swan)
- Chicago Film Critics Association :
  - Meilleur scénario original 2010 (Black Swan)
- Las Vegas Film Critics Society :
  - Meilleur scénario 2010 (Black Swan)
- Online Film Critics Society :
  - Meilleur scénario original 2011 (Black Swan)
- Phoenix Film Critics Society :
  - Meilleur scénario original 2010 (Black Swan)
- Washington D.C. Area Film Critics Association :
  - Meilleur scénario original 2010 (Black Swan)
- Writers Guild of America Awards :
  - Meilleur scénario original 2011 (Black Swan)
  - Meilleur scénario adapté 2012 (Coma (en))